# Illegal
Illegal ist ein Filmdrama von Olivier Masset-Depasse aus dem Jahr 2010. Es entstand in belgisch-luxemburgisch-französischer Koproduktion.

## Handlung
Oktober 2000: Der Asylantrag der Russin Tatiana Zimina, die mit ihrem Sohn Ivan in Belgien lebt, wird von den Behörden abgelehnt. Tatiana, genannt Tania, verbrennt sich verzweifelt die Fingerspitzen mit einem Bügeleisen. Im Oktober 2008 lebt Tania immer noch in Belgien. Sie arbeitet als Putzfrau. Monsieur Nowak, der ihr eine Wohnung vermietet und dem Verbindungen zur Mafia nachgesagt werden, besorgt ihr falsche Papiere, die sie als Belarussin ausgeben. Da Weißrussland als Diktatur gilt, hofft Tania, im Ernstfall politisches Asyl zu erhalten. Dennoch verhält sie sich in der Öffentlichkeit vorsichtig und spricht mit ihrem Sohn stets Französisch. An seinem Geburtstag hat Ivan keine Lust auf die „Paranoia“ seine Mutter und redet im Bus Russisch mit ihr. Kurz darauf wird Tania von der Polizei nach ihren Papieren befragt. Sie kann nur ihre Versicherungskarte vorzeigen. Als sie den Polizisten folgen soll, wehrt sie sich und bringt Ivan dazu, wegzulaufen. Tania wird in Abschiebehaft genommen und in das Zentrum 111 für Frauen und Kinder überstellt. Weil ihre keine Fingerabdrücke genommen werden können und sie ihre Identität nicht preisgibt, wird sie in der Haft unter der Nummer 9648 geführt.
Sie teilt sich in der Haft ein Zimmer mit der Chilenin Maria und ihrer Tochter Eva. Sie telefoniert kurz mit Ivan, der bei ihrer Freundin Zina Boulibianik untergekommen ist. Diese ist Belarussin und Tania hat sie schon mehrfach gedrängt, endlich in Belgien Asyl zu beantragen. In der Nacht wird ihrem Zimmer eine Neue zugeteilt: Aïssa ist aus Mali und wurde zusammengeschlagen. Sie berichtet Tania später, dass sie bereits seit mehreren Monaten von einem Abschiebegefängnis in das andere verlegt wird und sie ihre Abschiebung immer wieder verhindern kann. Sie macht ihr deutlich, dass die Behörden sie in der Regel nach fünf Monaten freilassen werden, wenn sie ihre Identität nicht herausbekommen, weil ohne Identität keine Abschiebung erfolgen kann. Tania zweifelt, ob sie fünf Monate durchhalten kann, doch Aïssa macht ihr Mut. Nach 18 Tagen wird Tania zum ersten Mal zu ihrer Identität befragt. Der zuständige Polizist macht ihr klar, dass ihr wegen Dokumentenfälschung bis zu zwei Jahre Haft drohen könnten, wenn sie ihre wahre Identität nicht preisgibt. Tania ist beunruhigt, doch teilt ihr ihr Anwalt mit, dass ohne vorliegende falsche Dokumente auch keine Anklage erhoben werden kann.
Über Telefonate mit Zina und Ivan erfährt Tania, dass Monsieur Nowak ihren Sohn für sich arbeiten lassen will, da die Wohnung weiterbezahlt werden muss. Tania ist entsetzt und untersagt Ivan jeglichen Kontakt zu Nowak. Der reagiert jedoch immer gereizter, je länger die Mutter fort ist. Am Ende droht sie, dass er nicht mehr ihr Sohn sei, wenn er mit Nowak zusammenarbeite. Bei einer erneuten Befragung zu ihrer Identität wiederholt der Polizist seine Drohung, sie anzuklagen. Er gibt an, dass ein Polizist bei ihrer Festnahme ihre Versichertenkarte gesehen habe. Tania bricht zusammen und gibt ihren Namen als Zina Boulibianik an. Als Belarussin beantragt sie politisches Asyl. Ihr Anwalt erinnert sie kurz darauf daran, dass sie bereits bei ihrer Einreise in Polen Asyl beantragt habe. Sie ist nun ein sogenannter Dublin-Fall und muss nach Polen überwiesen werden, wo ihr Antrag bearbeitet wird. Am 31. Tag erfolgt der erste Versuch der Behörden, sie nach Warschau zu überstellen. Tania erleidet auf dem Weg zum Flugzeug einen Nervenzusammenbruch, sodass die begleitende Psychologin einen Abbruch der Überstellung anordnet. Zurück im Zentrum ist Tania glücklich. Aïssa, die am gleichen Tag wie sie abgeschoben werden sollte, wird ebenfalls ins Zentrum zurückgebracht. Sie wurde schwer misshandelt und kann sich kaum auf den Beinen halten. Die Brutalität und die Aussichtslosigkeit auf Erfolg haben Aïssa gebrochen. Sie berichtet Tania, dass man sie nun am nächsten Tag mit Ausnahmegenehmigung abschieben wird. Kurz darauf erhängt sie sich in der Duschkabine. Ihr Fall gelangt in die Presse und sorgt für Furore. Am 43. Tag von Tanias Haft hört sie von den Protesten aufgrund des Todes von Aïssa. Maria und Eva, die bisher das Zimmer mit ihr geteilt haben, stimmen einer freiwilligen Rückführung nach Chile zu. Tania wird zum zweiten Mal zum Flugplatz gebracht. Diesmal ist sie gefesselt, sodass die Beamten sie gegen ihren Willen in das Flugzeug tragen können. Kurz vor dem Abflug macht Tania die anderen Passagiere auf sich aufmerksam und ruft, dass sie gegen ihren Willen ausreisen muss. Die Brutalität der Polizisten, die sie zum Schweigen bringen wollen, schockiert die Passagiere, die sich auf Tanias Seite stellen. Einige filmen das Geschehen mit ihrem Handy. Der Flugkapitän ordnet schließlich an, dass Tania und beide Polizisten das Flugzeug verlassen müssen. Tania ist erleichtert. Auf der Rückfahrt zum Zentrum wird sie von den wütenden Polizisten brutal zusammengeschlagen. Routinemäßig werden ihre Schreie dabei mit einer Matratze gedämpft.
Tania erwacht im Krankenhaus. Ihr Anwalt erscheint und zeigt ihr einen Fernsehmitschnitt, in dem über ihren Fall berichtet wird. Ein ärztliches Attest beweist, dass sie brutal misshandelt wurde und unter anderem Rippenbrüche erlitten hat. Nach Aïssas Fall hat sich die Polizei mit den erneuten Übergriffen keinen Gefallen getan. Einige Zeit später sieht Tania, dass der Wächter vor ihrer Tür eingeschlafen ist. Ihr gelingt die Flucht aus dem Krankenhaus. Trotz großer Schmerzen kann sie zu Zinas Haus laufen. Ivan tritt auf die Straße, erkennt sie und rennt zu ihr. Glücklich umarmt sie ihn.

## Produktion
Illegal wurde in Hermalle-sous-Huy sowie in Lüttich (unter anderem Flughafen) gedreht. Die Kostüme schuf Magdalena Labuz, die Filmbauten stammen von Patrick Dechesne. Hauptdarstellerin Anne Coesens ist geborene Brüsselerin geboren und mit Illegal-Regisseur Olivier Masset-Depasse verheiratet.
Der Film erlebte am 18. Mai 2010 auf den Internationalen Filmfestspielen von Cannes seine Premiere und lief am 6. Oktober 2010 in den belgischen Kinos an. Französischer Kinostart war am 13. Oktober 2010, wobei der Film von 41.737 Zuschauern gesehen wurde. In Deutschland wurde der Film untertitelt am 28. Juni 2012 im WDR erstmals gezeigt. 	

## Kritik
Der film-dienst nannte Illegal ein „packend gespieltes Drama über die prekäre Lage so genannter Wohlstandflüchtlinge in den reichen Ländern der ‚Festung Europa‘“.

## Auszeichnungen
In Cannes gewann Regisseur Olivier Masset-Depasse 2010 den Prix SACD im Rahmen der Quinzaine des réalisateurs und wurde auf dem Jerusalem Film Festival im gleichen Jahr mit dem In Spirit for Freedom Award ausgezeichnet. Auf dem Internationalen Filmfestival Warschau erhielt Masset-Depasse den Preis als Bester Regisseur; zudem war er für den Grand Prix des Festivals nominiert.
Auf dem Palm Springs International Film Festival wurde Anne Coesens 2011 mit dem FIPRESCI-Preis als Beste Darstellerin geehrt. Der Film erhielt zudem 2011 eine César-Nominierung in der Kategorie Bester ausländischer Film.